# Henry Brydges (2e duc de Chandos)
Henry Brydges, 2e duc de Chandos, (17 janvier 1708 – 28 novembre 1771), connu de 1727 à 1744 sous le titre de courtoisie marquis de Carnarvon, est le deuxième fils du 1er duc de Chandos et de sa première épouse Marie Lake. Il est député de Hereford de 1727 à 1734 et de Steyning entre 1734 et 1741.

## Biographie
Henry Brydges est le second fils de James Brydges, fils aîné de James Brydges (8e baron Chandos). Il fait ses études à Westminster School et de St John's College, Cambridge. Quand son père devient 9e baron Chandos en 1714 (et peu de temps après, créé comte de Carnarvon), il devient L'Honorable Henry Brydges, et en 1719, quand son père est créé duc de Chandos, il devient Lord Henry Brydges. Son frère aîné est mort sans descendance masculine en 1727, et il devient l'héritier du duché et porte le titre de courtoisie de marquis de Carnarvon.
De 1729 à 1735 il est écuyer de Frédéric de Galles, et en 1732, est investi en tant que chevalier de l'ordre du Bain. À la mort de son père, il lui succède en tant que 2e duc de Chandos.
Il est décrit par le Roi George II comme "un chaud de la tête, passionné, half-witted coxcomb".
Lorsque son père est décédé le 9 août 1744, la succession est lourdement endettée, la famille ayant perdu de l'argent dans la Compagnie de la mer du Sud. Il décide de démolir le siège de la famille, de Cannons. En 1747, un chantier de démolition de douze jours permet la vente du contenu et la structure même de la maison.

## Mariages et enfants

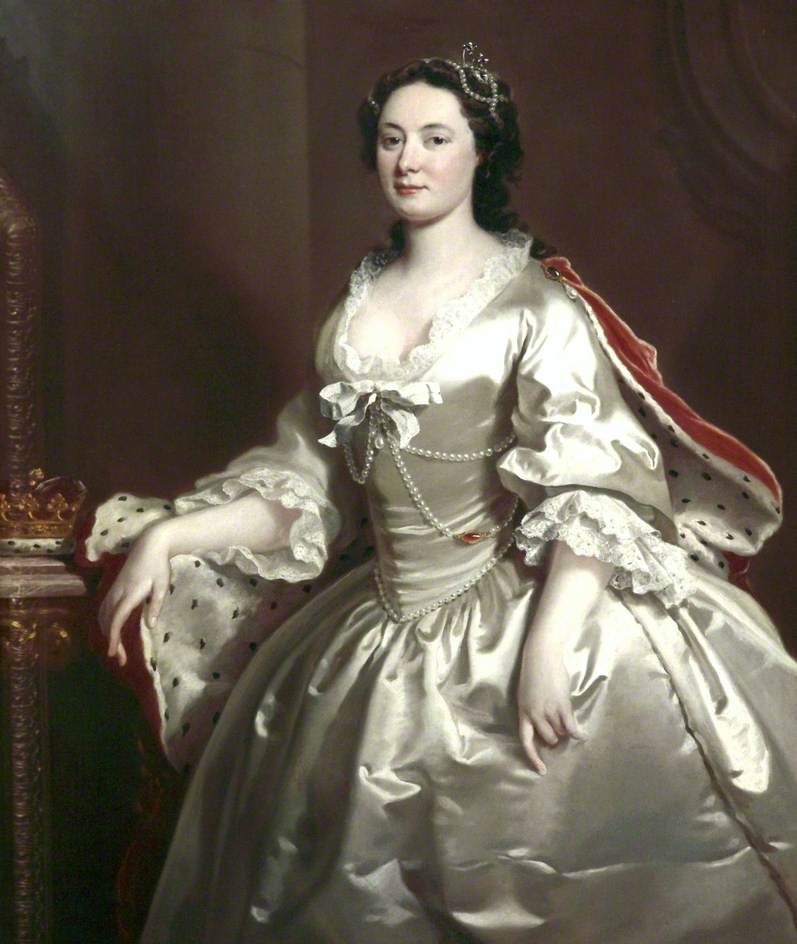
Anne, duchesse de Chandos (morte en 1759), par Joseph Highmore, dans la Walker Art Gallery.

Le 21 décembre 1728, il épouse Mary Bruce (1710-1738), fille de Charles Bruce (3e comte d'Ailesbury) et de Lady Anne Saville. Ils ont deux enfants qui survivent à l'enfance, Caroline Brydges (1729-1789) et James Brydges (3e duc de Chandos) (1731-1789) qui sont peints par Barthélemy Dandridge en 1738
Le second mariage du duc n'est pas conventionnel. En 1744, il épouse Anne Wells, une ancienne femme de chambre de Newbury Berkshire. Ils se sont rencontrés quelques années plus tôt, dans les circonstances décrites par un témoin comme suit :

« Le duc de Chandos et un compagnon ont dîné au Pélican, Newbury, sur le chemin de Londres. Un émoi dans la cour de l'Auberge l'a conduit entendre qu'un homme allait vendre sa femme, et la conduisait avec un licol autour de son cou. Ils sont allés le voir. Le duc fut frappé par sa beauté. Il a acheté à son mari, et par la suite l'épouse (à Keith de la Chapelle) le Jour de Noël, 1744. »

Anne meurt en 1759, sans descendance masculine, et Chandos se marie une troisième fois en 1767 à Elizabeth Major (1731-1813), fille de John Major (1er baronnet).